# Centre des sciences de l'Ontario

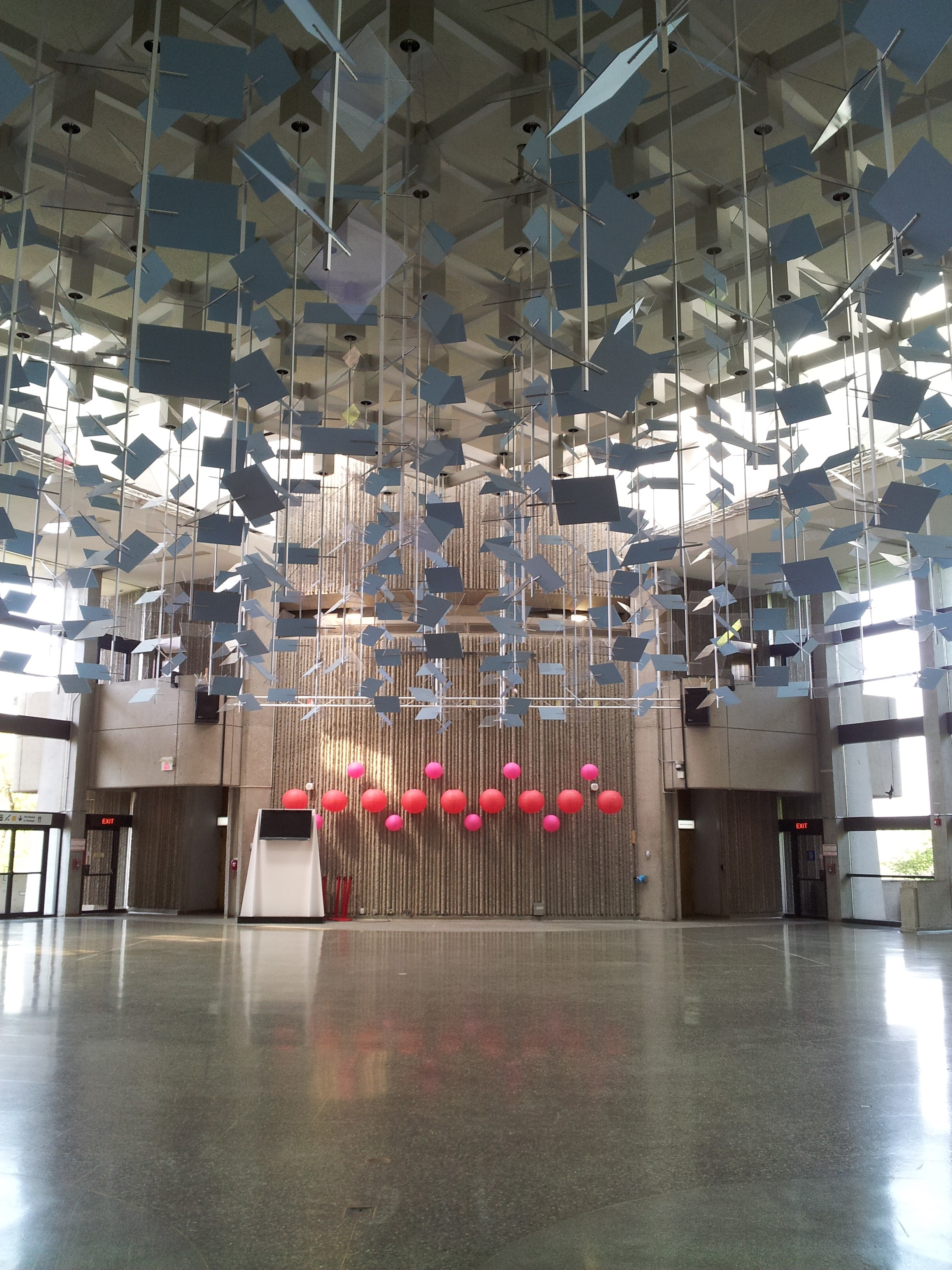

Le Centre des sciences de l'Ontario (en anglais : Ontario Science Centre) est un musée scientifique situé à Toronto en Ontario, à proximité de l'autoroute Don Valley Parkway et de la rivière Don. Le musée fut fondé en 1969 et le bâtiment fut conçu par l'architecte Raymond Moriyama.
Le 21 juin 2024, le musée ferme immédiatement en raison du risque d'effondrement de son toit. La fermeture fait suite à une annonce en 2023 par le gouvernement de l'Ontario selon laquelle le musée déménagerait sur le site de l'Ontario Place (en).